# Vanilla Fudge
Vanilla Fudge – kwartet grający rocka psychodelicznego, założony w 1965 przez organistę i wokalistę Marka Steina, basistę Tima Bogerta oraz perkusistę Joeya Brennana. Grupa zasłynęła dzięki eksperymentatorskim, pełnym awangardowych brzmień aranżacjom przebojów rythm & bluesowych, a także kompozycji mających pierwowzory w muzyce klasycznej. Krytycy muzyczni oceniają wczesną działalność Vanilla Fudge jako zjawisko przełomowe dla muzyki rockowej, prekursorskie względem późniejszego rocka progresywnego (m.in. Yes, King Crimson) oraz hard rocka i heavy metal (m.in. Deep Purple, Uriah Heep, Led Zeppelin, Budgie).

## Historia grupy
Zespół założony na wschodnim wybrzeżu USA w 1965, początkowo pod nazwą  the Electric Pigeons, potem The Pigeons przez organistę Marka Steina, basistę Tima Bogerta oraz perkusistę Joeya Brennana. Do grupy dołączył również gitarzysta Vince Martell, natomiast Brennana zastąpił Carmine Appice.
Grupa zasłynęła dzięki coverom krótkich przebojów popowych (np. The Beatles) i klasycznych kompozycji (Für Elise & Moonlight Sonata Beethovena) w hipisowsko-psychodelicznym brzmieniu. Jej muzyka oparta była na „dialogu” między hałaśliwą grą gitary i perkusji a monotonnymi organami. Utwory Vanilla Fudge charakteryzowała zawiła kompozycja, ostre riffy zapowiadające hard rocka oraz tło wzbogacone melorecytacjami. Uznaje się, że płytą Vanilla Fudge z 1967 r. dokonali przełomu w muzyce. Aranżacja kompozycji, charakterystyczne spowolnienia tempa, wzajemne uzupełnianie się przez artystów, sprawiły, iż grupa przeszła do historii rocka. Kolejna płyta – The Beats Goes On, była próbą zaprezentowania w pigułce dotychczasowych zdobyczy muzyki. Okazała się jednak za ambitna. Następne albumy (Renaissance, Near the Beginning, Rock & Roll) nie zdołały powtórzyć sukcesu płyty debiutanckiej, niemniej uważa się je za preludium epoki hard rocka i heavy metalu. W 1970, po nagraniu Rock & Roll, grupa została rozwiązana.
Vanilla Fudge rozpropagowali organy Hammonda, jako nieodzowny element instrumentarium rockowego zespołu muzycznego. Zapoczątkowali erę ciężkiego, zgrzytliwego riffu gitarowego oraz odkryli nieznane dotąd możliwości gitary basowej. W 1982 wydano składankę „The Very Best of”, a dwa lata później nieudanie reaktywowano zespół, czego efektem była płyta Mystery. Dziś muzycy grupy koncertują po całym świecie z Billem Pascalim zastępującym Marka Steina.

## Twórczość
Największe przeboje grupy to: You Keep Me Hangin' on, Season of the Witch czy Where is My Mind.

## Recepcja, wpływ i inspiracje
Ich twórczość wywarła wielki wpływ na kolejne formacje w rodzaju Yes, Deep Purple, Led Zeppelin, Budgie czy Uriah Heep.

## Skład
- Mark Stein, organy Hammonda, główny wokal
- Tim Bogert, gitara basowa, wokal
- Vince Martell, gitara elektryczna, wokal
- Carmine Appice, perkusja, wokal

## Dyskografia
- Vanilla Fudge 1967
- The Beat Goes On 1968
- Renaissance 1968
- Near the Beginning 1969
- Rock & Roll 1969
- While the World Was Eating 1970
- Two Originals 1976
- Mystery 1984
- Returns 2002
- Out Through the In Door 2007
- Spirit of '67 2015